# سكوت كارني
سكوت كارني (بالإنجليزية: Scott Carney)‏ هو كاتب وصحفي أمريكي، ولد في 9 يوليو 1978.

## وصلات خارجية
- الموقع الرسمي